# Adolf Ehrnrooth

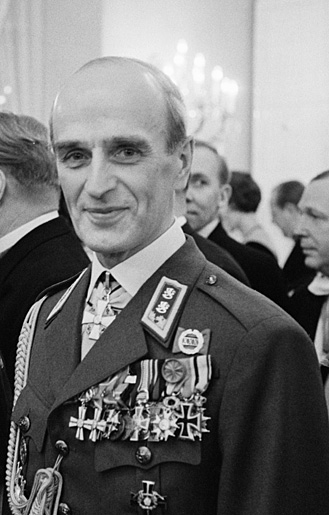
Adolf Ehrnrooth (1963)

Adolf Erik Ehrnrooth (* 9. Februar 1905 in Helsinki; † 26. Februar 2004 in Turku) war ein finnischer General der Infanterie.

## Leben
Ehrenrooth begann seine militärische Laufbahn 1922 in einer Kadettenschule und diente im Dragonerregiment von Uusimaa (finn.: Uudenmaan Rakuunarykmentti). Während des Winterkrieges diente er in der 7. Division und der Kavalleriebrigade. Seit Beginn des Fortsetzungskrieges war er Hauptmann der 2. Division, bis er ernsthaft verletzt wurde. Nach seiner Genesung wurde er für die Führung des 7. Infanterieregiments (JR 7) der 2. Division berufen. Während der Kämpfe auf der karelischen Landenge wurde er mit dem Mannerheim-Kreuz ausgezeichnet. Seine militärische Laufbahn führte er auch nach dem Zweiten Weltkrieg bis ins Jahr 1965 fort. Er nahm zudem 1948 an den Olympischen Sommerspielen in London im Vielseitigkeitsreiten teil.
Adolf Ehrnrooth galt wegen seiner direkten und wenig bescheidenen Art als charismatischer Fürsprecher der finnischen Kriegsveteranen. Obwohl er sich von finnischen Nationalisten distanzierte, die ihn als Idol gerne zitierten, befürwortete er gerade in seinen letzten Lebensjahren die nichtstaatliche Organisation ProKarelia, die sich für eine Rückführung der an die Sowjetunion verlorenen karelischen Gebiete einsetzt. Ehrenrooth starb mit 99 Jahren und wurde mit einem Staatsbegräbnis auf dem militärischen Teil des Friedhofs Hietaniemi beigesetzt.
2004 wurde General Ehrnrooth in der Sendung Suuret Suomalaiset von der finnischen Bevölkerung in einer Rangliste der „großen Finnen“ auf Platz vier gewählt.